# Harold Shipman
Harold Frederick Shipman (* 14. Januar 1946 in Nottingham; † 13. Januar 2004 in Wakefield) war ein britischer Hausarzt, der als Serienmörder für 15-fachen Mord verurteilt wurde.

## Leben
Shipman wurde auf dem Bestwood Council Estate in Nottingham, England, als zweites von vier Kindern geboren. Sein Vater war der LKW-Fahrer Harold Frederick Shipman (12. Mai 1914 – 5. Januar 1985), seine Mutter war Vera Brittan (23. Dezember 1919 – 21. Juni 1963). Beide waren fromme Methodisten und Mitglieder der Arbeiterklasse. In seiner Jugend war er ein begabter Rugbyspieler in den verschiedenen Jugendligen. Er war Läufer und wurde in seinem letzten Schuljahr Vizekapitän des Leichtathletikteams seiner Schule. Als er 17 Jahre alt war, starb seine Mutter, an der er sehr hing, an Lungenkrebs. Sie bekam wie seine Opfer im späten Krankheitsstadium Morphin, das ihr Arzt zu Hause verabreichte.
Am 5. November 1966 heiratete er Primrose May Oxtoby. Sie hatten vier Kinder. Shipman studierte Medizin an der Leeds School of Medicine und schloss sein Studium 1970 ab. Er begann im General Infirmary in Pontefract, West Riding of Yorkshire, zu arbeiten. 1974 übernahm er seine erste Stelle als Allgemeinarzt im Abraham Ormerro Medical Centre in Todmorden, West Yorkshire. 1975 fing er an, das Opioid Pethidin für den Eigenbedarf herzustellen. Hierfür erhielt er eine Geldstrafe von 600 Pfund und besuchte die Drogenrehabilitationsklinik in York. Danach wurde er 1977 Allgemeinarzt am Donneybrook Medical Centre in Hyde bei Manchester. 1983 wurde er von Granada Television im Dokumentarfilm World in Action über den Umgang der Gemeinschaft mit psychisch Erkrankten interviewt.
1993 eröffnete er eine eigene Praxis und galt in der Folge als angesehener Bürger.

## Entdeckung
Im März 1998 äußerte sich Linda Reynolds von der Brooke Surgery in Hyde über die vom Bestattungsinstitut „Frank Massey and Son’s“ festgestellte hohe Todesrate von Shipmans Patienten und die besonders häufige anschließende Einäscherung älterer Damen. Die Polizei erhielt Kenntnis davon, fand aber keine ausreichenden Beweise für die Erhebung einer Anklage. Zwischen dem 17. April 1998, als die Polizei die Untersuchung abschloss, und der Verhaftung tötete er weitere drei Menschen. Sein letztes Opfer war Kathleen Grundy, die am 24. Juni 1998 tot in ihrem Haus aufgefunden wurde.
Im August 1998 meldete der Taxifahrer John Shaw aus Hyde der Polizei, er vermute, dass Shipman 21 Patienten ermordet habe. Grundys Tochter, Rechtsanwältin Angela Woodruff, wurde aufmerksam, als ihr Kollege Brian Burgess ihr mitteilte, dass ihre Mutter ein Testament aufgesetzt habe, in dem sie und ihre Kinder von der Erbschaft ausgeschlossen würden, und nach dem Shipman 386.000 £ erhalten solle. Danach gingen Woodruff und ihr Mann zur Polizei. Da ihre Mutter erdbestattet worden war, konnte ihr Körper exhumiert werden. Bei der anschließenden Untersuchung wurden Spuren von Morphium entdeckt, welches häufig zur Schmerztherapie von Krebspatienten im Endstadium verwendet wird. Daraufhin wurde Shipman am 7. September 1998 verhaftet. Bei der anschließenden Hausdurchsuchung wurde der Typ Schreibmaschine gefunden, mit der der gefälschte Letzte Wille geschrieben wurde.
Infolgedessen untersuchte die Polizei weitere Todesfälle, welche von Shipman bescheinigt wurden, und stellte eine Liste von 15 Todesfällen auf. Sie entdeckte ein Tatmuster aus Verabreichung der tödlichen Dosen von Morphin, Unterzeichnen der Todesurkunden und Fälschen der medizinischen Aufzeichnungen.
In Prescription for Murder, einem Buch der Journalisten Brian Whittle und Jean Ritchi aus dem Jahre 2000, werden zwei Theorien über Shipmans Motiv beschrieben. Entweder wollte er entdeckt werden, um sein Leben unter Kontrolle zu bringen, oder er wollte ein Vermögen ansammeln, um mit 55 in Rente zu gehen und danach das Vereinigte Königreich verlassen zu können.
David Spiegelhalter meinte 2003, dass bei einer statistischen Überwachung aufgefallen wäre, dass es 1996 67 Todesfälle bei Frauen über 65 Jahren gab und 1998 119.

## Gerichtsverhandlung und Urteil
Der Prozess begann am 5. Oktober 1999 vor dem Preston Crown Court. Anwalt von Shipman war Giovanni di Stefano. Shipman wurde des Mordes durch eine tödliche Injektion von Heroin in den Jahren 1995 bis 1998 an Marie West, Irene Turner, Lizzie Adams, Jean Lilley, Ivy Lomas, Muriel Grimshaw, Marie Quinn, Kathleen Wagstaff, Bianka Pomfret, Norah Nuttall, Pamela Hillier, Maureen Ward, Winifred Mellor, Joan Melia und Kathleen Grundy angeklagt. Am 31. Januar 2000 wurde er nach sechs Tagen Beratung von der Jury in 15 Fällen von Mord und einem Fall von Urkundenfälschung für schuldig befunden. Die Richter legten als Strafmaß fünfzehnmal lebenslang fest. Weitere vier Jahre erhielt er für die Testamentenfälschung.
Zehn Tage nach der Verurteilung wurde er vom General Medical Council aus dem Ärzteregister gestrichen. Shipman bestritt seine Schuld und die wissenschaftlichen Beweise gegen ihn. Er äußerte sich nicht öffentlich über seine Taten. Shipmans Frau Primrose war überzeugt von der Unschuld ihres Mannes. Shipman ist der einzige Arzt in der Geschichte der britischen Medizin, der des Mordes an seinen Patienten schuldig gesprochen wurde. Von weiteren Anklagen wurde abgesehen, da wegen der großen Öffentlichkeit in der ersten Verhandlung ein gerechtes Verfahren schwierig gewesen wäre und Shipman bereits zu mehrfach lebenslänglicher Haft verurteilt war.
Insgesamt starben während Shipmans medizinischen Behandlungen 459 Personen. Die genaue Zahl seiner Morde ist unklar, wird aber im offiziellen Untersuchungsbericht auf 215 bis 250 geschätzt.

## Tod
Am 13. Januar 2004 beging Shipman um 6:20 Uhr in seiner Zelle im Gefängnis von Wakefield Selbstmord. Um 8:10 Uhr wurde er für tot erklärt. Er hatte sich mit seiner Bettwäsche erhängt.
Fünf Jahre nach Shipmans Tod wurde 65 Briefe versteigert, die er nach seiner Verhaftung schrieb.

## Verfilmung
2002 wurde als Fernsehfilm Harold Shipman: Doctor Death von ITV ausgestrahlt, Shipman wurde dabei von James Bolam gespielt.